# KTX

Het (deels geopende) Koreaanse hogesnelheidsnetwerk (2015)

De Korea Train Express (KTX) is het Koreaanse hogesnelheidsnetwerk. "KTX" is tevens de aanduiding voor het op dit netwerk gebruikte materieel. Het netwerk zal, na voltooiing, bestaan uit een lijn van Seoel naar Daejon, met aftakkingen van Daejon naar Busan en van Daejon naar Mokpo. In 2004 werd het gedeelte van Seoul naar Daejon (292 kilometer) in gebruik genomen. De aftakking naar Busan werd op 1 november 2010 geopend. Op 1 april 2015 werd de aftakking van Daejon naar Mokpo (Honan lijn) geopend. Op  Op 9 december 2016 werd een tweede hogesnelheidslijn naar Seoel geopend. Deze lijn takt af bij Pyeongtaek van de bestaande hogesnelheidslijn en eindigt in het station Suseo in het zuidoosten van de grote stad Seoel. De treinen die deze lijn gebruiken worden geëxploiteerd door de spoorwegmaatschappij SRT in concurrentie met staatsspoorwegmaatschappij Korail. De maximum dienstsnelheid van het hogesnelheidsnet bedraagt 305 km/u en zal opgehoogd worden naar 320 km/u.
Het eerste type materieel is afgeleid van het Franse TGV-materieel (met een aangepaste, meer gestroomlijnde kopvorm), doch is aanmerkelijk langer (met in totaal 20 rijtuigen in plaats van 10). Daarna werden de KTX-Sancheon, KTX-Eum en KTX-Cheongryong geïntroduceerd, die allemaal door Hyundai Rotem in Korea werden ontwikkeld en geproduceerd. 12 treinstellen werden in Frankrijk gebouwd, en 34 in Korea, met gebruikmaking van Franse technologie. Ook bij de aanleg van de spoorlijn werd Franse kennis gebruikt. Bij de exploitatie bleek de lengte van de treinstellen in zoverre een probleem, dat weinig flexibiliteit mogelijk was ten aanzien van het opvangen van verschillen in de vervoersvraag (tussen piek- en daluren). Bij het voor dit netwerk ontwikkelde tweede type treinstel (aangeduid als KTX-II) is gekozen voor duidelijk kortere treinstellen, die gekoppeld kunnen rijden. Op 1 mei 2024 werd een nieuwe generatie van hogesnelheidstreinen met een maximumsnelheid van 320 km/u geïntroduceerd.

## Galerij

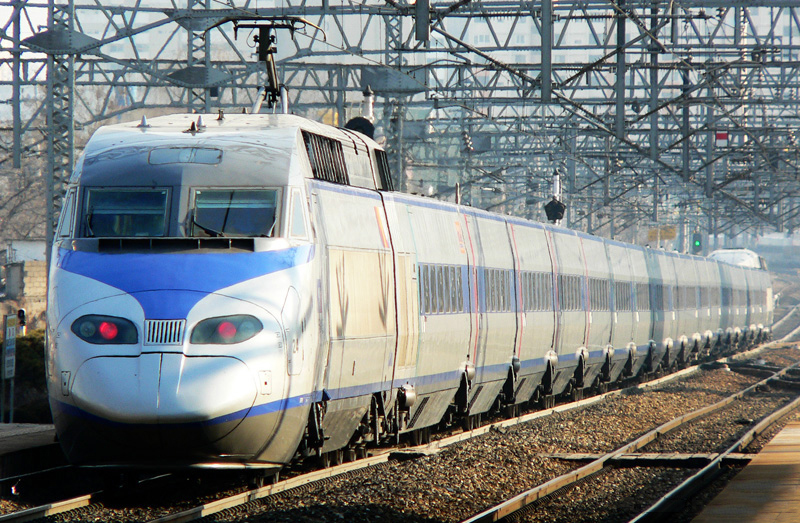
Het eerste type KTX-materieel
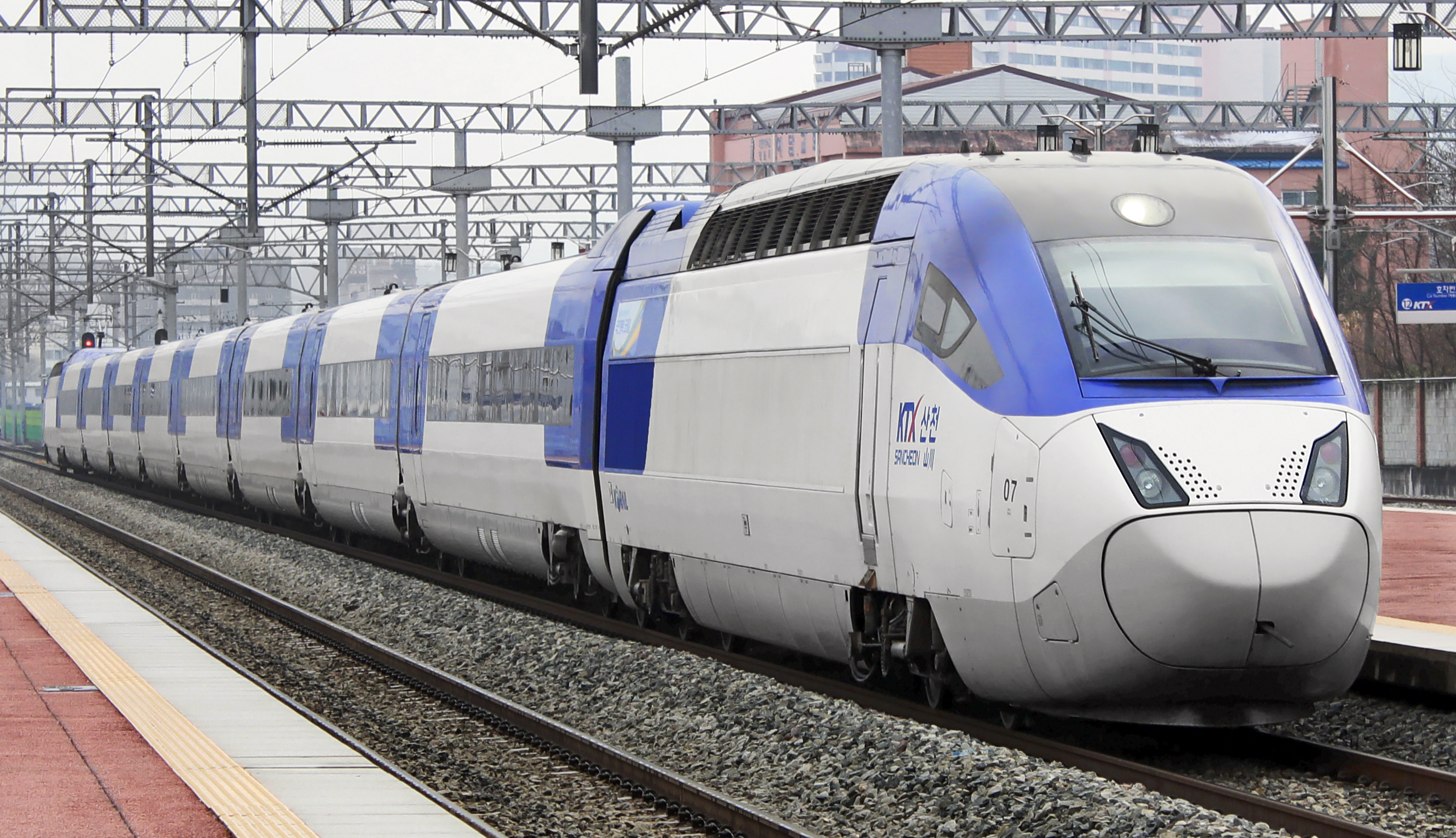
Het tweede type KTX-materieel
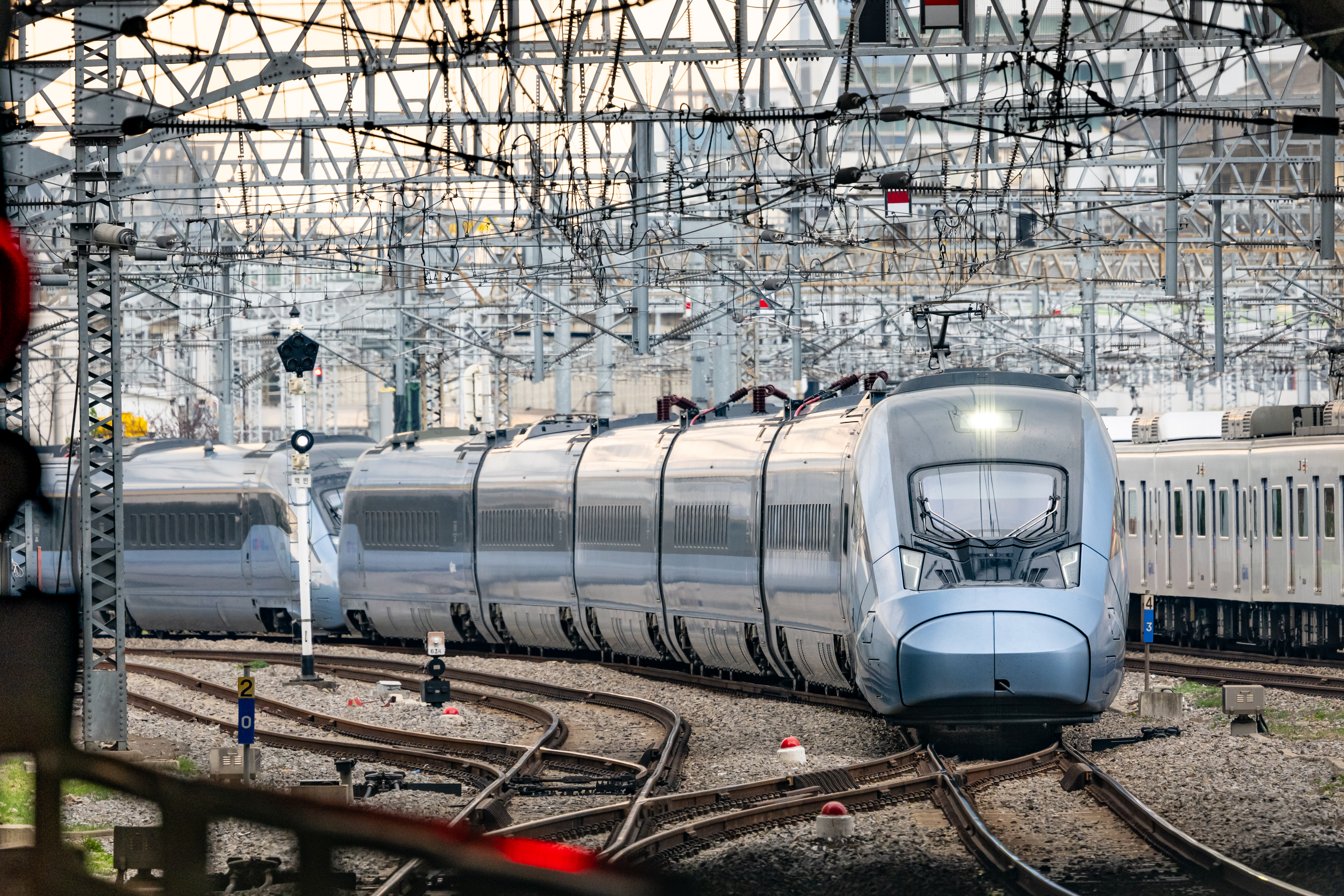
KTX-Eum
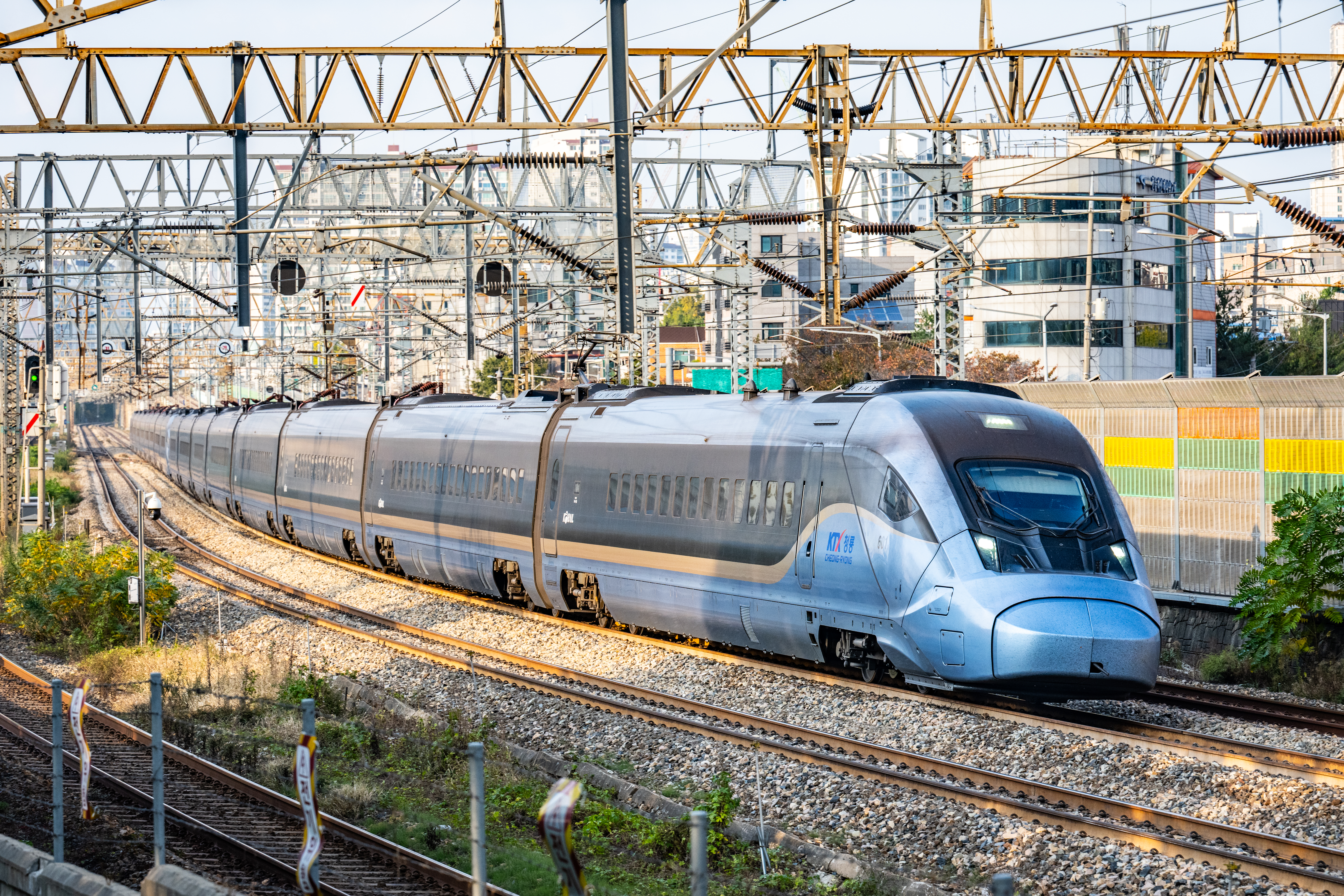
KTX-Cheongryong